# Cheyyur
Cheyyur (tamil: செய்யூர் [sɛjjuːr]) es una localidad del estado indio de Tamil Nadu, perteneciente al distrito de Chengalpattu.
En 2011, el panchayat que forma la localidad tenía una población de 10 664 habitantes. Es sede de un taluk dentro del distrito, con una población total de 206 019 habitantes en 2011.
Originalmente, el lugar que ahora ocupa la localidad era un bosque que utilizaban los reyes de la dinastía Chola para cazar. Sin embargo, en los últimos años de esta dinastía se construyeron un templo dedicado a Shiva y otro a Karttikeya, en torno a los cuales se formó el pueblo.
La localidad se ubica en la costa occidental del lago Odiyur, a medio camino entre Chennai y Puducherry por la carretera 49. Del lago sale hacia el oeste, atravesando Cheyyur, la carretera 115 que lleva a Polur.